# فلم ناروتو شيبودن: سجن الدم
فيلم ناروتو شيبودن: سجن الدم (劇場版 NARUTO-ナルト- ブラッド・プリズン غيكيجوبان ناروتو شيبُّودن: بورادُّو بوريزون) هو ثامن فيلم لناروتو وخامس فيلم لناروتو شيبودن. الفيلم من تأليف أكيرا هيغاشياما وإخراج ماساهيكو موراتا وبطولة جونكو تاكيوتشي وتوزيع شركة توهو المحدودة. عرض الفيلم في دور العرض في 30 يوليو 2011 وأصدر الدي في دي في 25 أبريل 2012.

## القصة
يُرسَل ناروتو أوزوماكي إلى منشأة العزل الجنائية المعروفة باسم قلعة الفوقعة (鬼灯城 هازوكي جو)، في قرية العشب المخفية بعد إعلان أنه مسؤول عن محاولة اغتيال الرايكاجي زعيم قرية السحاب المخفية، فضلاً عن جرائم قتل جونين من قرية الضباب المخفية وقرية الصخرة المخفية. هناك، شخص يدعى موي (無為) مدير السجن، يضع ختم مراقبة سجن السماء (天牢を使う تينرو أو تسوكاو) على ناروتو مما يحد من التشاكرا. في الليلة الأولى، يستخدم ناروتو الاستنساخ كطعم للهروب من السجن. أثناء هروبه، يأخذ موي نسخته سرًا لاستخراج تشاكرا الوحش ذو الذيول التسعة الذي يؤدي به لمعرفة المزيد عن خطة هروب ناروتو. ويتم القبض عليه فترة وجيزة ووضعه في الحبس الانفرادي الذي يؤخر خطط موي.
خلال الفترة التي قضاها في السجن، ناروتو يصادق ريوزيتسو (竜舌)، النينجا الأنثى من قرية العشب المخفية حيث تظاهرت بأنها سجين من الذكور. وتشرح خطة موي وأن قلة مختارة من قرية العشب المخفية متواطئون لسجن ناروتو لأنهم يريدون استخراج تشاكرا ذو الذيول التسعة لإطلاق الختم عن الصندوق الذي يمكنه أن يحقق أمنية واحدة. وتقول ريوزيتسو أيضا عن خطتها للثأر لصديق طفولتها موكو (無垢)، ابن موي الذي كان قد ضُحِى به لأجل الصندوق قبل عشرة سنوات. قبل ناروتو عرضها وأخبرها أنه سيتعاون معها لتدمير الصندوق قبل يُوقَف الختم الموضوع. ثم يبدأ تنفيذ خطة الشروع في أعمال شغب في السجن الذي يصرف الحراس عنهم ويسمح لناروتو العثور على غرفة فيها الصندوق المختوم. ثم يقبض عليه موي ويستخرج منه التشاكرا التي تفتح الصندوق. تجاهل موي أوامر قادته الأربعة وطلب من صندوق الأماني رجوع ابنه. فيتحرر موكو من الصندوق الذي يحويه وحش يدعى ساتوري (悟り) فيقتل والده، ثم يتحول إلى الوحش في حالة من الهياج.
ناروتو يدخل في وضعية الناسك لكنه غير قادر على إلحاق الهزيمة بالوحش. فيساعده في ذلك أصدقائه من قرية الورق وقرية السحاب الذين كانوا واعين لخطط العشب المخفية. خلال المعركة، يصاب ناروتو وريوزيتسو بجروح قاتلة، حينها موي يستعيد وعيه ليختم موكو بختم تينرو الذي يعطي ناروتو فرصة لهجوم مباشر. حينئذٍ موكو يرجع لشكله البشري، ولديه الرابطة الصغيرة مع والده فقتله عندما استعاد ساتوري السيطرة عليه. يقتل موكو نفسه، ثم عن طريق استخدام ختم تينرو على ساتوري يضحي بنفسه داخل الصندوق. حينها يزول الختم عن السجناء ويحاولو للهروب من السجن لكنه تمت السيطرة عليهم بسرعة. حينما اقترب ناروتو من الموت تستخدم ريوزيتسو تقنية تضحي فيه بحياتها لإنقاذه. وفي أعقاب ذلك، يتم وضع الصندوق في المحيط بعد دفن موي وموكو وريوزيتسو هناك.

## طاقم التمثيل
| الشخصية          | مؤدي الصوت الياباني                  |
| ---------------- | ------------------------------------ |
| ناروتو أوزوماكي  | جونكو تاكيوتشي                       |
| ساكورا هارونو    | تشي ناكامورا                         |
| كاكاشي هاتاكي    | كازوهيكو إينوي                       |
| ياماتو           | ريكيا كوياما                         |
| تسونادي          | ماساكو كاتسكي                        |
| شيكامارو نارا    | شوتارو موريكوبو                      |
| تشوجي أكيميتشي   | كينتارو إيتو                         |
| كيبا إينوزوكا    | كوسكي توريومي                        |
| نيجي هيوغا       | كويتشي توتشيكا                       |
| تن تن            | يوكاري تامورا                        |
| غامابونتا        | هيروشي ناكا                          |
| الرايكاغي الرابع | هيدياكي تيزوكا                       |
| كيلر بي          | هيساو إغاوا                          |
| ساموي            | هيكاري يونو                          |
| أوموي            | كونيهيرو كاواموتو                    |
| كاروي            | يوكا كوماتسو                         |
| موي              | ماساكي تيراسوما                      |
| ريوزيتسو         | ميه سونوزاكي                         |
| ماكو / ساتوري    | يويتشي ناكامورا كينغو كاوانيشي (طفل) |
| كازان            | كوسيه هيروتا                         |
| ماروي            | تاكايا كاميكاوا                      |
| مايت غاي         | ماساشي إبارا                         |
| ساي              | ساتوشي هينو                          |
| روك لي           | يويشي ماسوكاوا                       |

## وصلات خارجية
- الموقع الرسمي
- ناروتو شيبودن: سجن الدم (فيلم) في شبكة أخبار الأنمي
- مقالات تستعمل روابط فنية بلا صلة مع ويكي بيانات